# Bob Wilson (calciatore 1941)
David James Marshall, meglio noto come Bob Wilson (Chesterfield, 30 ottobre 1941), è un ex calciatore scozzese, di ruolo portiere.

## Palmarès

### Club

#### Competizioni nazionali
- Campionato inglese: 1

Arsenal: 1970-1971
- Coppa d'Inghilterra: 1

Arsenal: 1970-1971

#### Competizioni internazionali
- Coppa delle Fiere: 1

Arsenal: 1969-1970